# مارجريت هاملتون
مارغريت هيفيلد هاملتون (بالإنجليزية: Margaret Hamilton) (ولدت في 17 أغسطس 1936) هي عالمة حاسوب أمريكية ومهندسة أنظمة ومالكة أعمال. كانت مديرة قسم هندسة البرمجيات في مختبر أجهزة القياس التابع لمعهد ماساتشوستس للتكنولوجيا (MIT)، الذي طوّر برامجيات طيران على متن البرنامج الفضائي أبولو التابع لوكالة ناسا. أسست فيما بعد شركتين برمجيتين، هما شركة البرمجيات عالية الرتبة عام 1976 وشركة هاملتون التقنية عام 1986، في كامبريدج، ماساتشوسيتس.
نشرت هاملتون أكثر من 130 ورقة بحث وإجراءات وتقارير حول ستين مشروع وستة برامج رئيسة. تعَد واحدة من الأشخاص الذين ينسب لهم الفضل صياغة مصطلح «هندسة البرمجيات».
حصلت هاملتون في 22 نوفمبر 2016 على وسام الحرية الرئاسي من الرئيس باراك أوباما عن عملها الذي أدى إلى تطوير برمجيات طيران على متن بعثات أبولو القمرية التابعة لناسا.

## الحياة الشخصية والتعليم
ولدت مارغريت إيلين هيفيلد في 17 أغسطس 1936، في باولي، إنديانا، لكينيث هيفيلد وروث إستر هيفيلد (بارتينغتون قبل الزواج)؛ ولديها أخوان أصغر سنًا هما دايفيد وكاثرين. انتقلت العائلة لاحقًا إلى ميشيغان، حيث تخرجت مارغريت من مدرسة هانكوك الثانوية عام 1954. درست الرياضيات في جامعة ميشيغان عام 1955 قبل الانتقال إلى كلية إيرلهام التي تخرجت منها أمها، فحصلت على درجة البكالوريوس في الرياضيات مع شهادة تخصص ثانوي في الفلسفة في عام 1958. تشير إلى فلورنس لونج، رئيسة قسم الرياضيات في إيرلهام، لمساعدتها في رغبتها في متابعة دراسة الرياضيات المجردة وفي أن تصبح أستاذة رياضيات. كان لديها مصادر إلهام أخرى مثل والدها (الفيلسوف والشاعر)، وجدها (مدير مدرسة وقسيس في جمعية الأصدقاء الدينية [الكويكرز]). تقول إن هؤلاء الرجال ألهموها لتضمين شهادة تخصص ثانوية في الفلسفة في دراستها.
أثناء وجودها في إيرلهام، التقت هاملتون بزوجها الأول، جيمس كوكس هاملتون، طالب تخرج متخصص بالكيمياء. تزوجا في 15 يونيو 1958، وتخرجت في الصيف التالي من إيرلهام. درّست الرياضيات واللغة الفرنسية لفترة وجيزة في مدرسة ثانوية عامة في بوسطن، إنديانا، فيما ينهي زوجها درجته الجامعية في إيرلهام. ثم انتقل الزوجان إلى بوسطن، ماساشوستس، حيث حصل جيمس لاحقاً على شهادة الماجستير في الكيمياء من جامعة برانديز. أنجبا طفلة في 10 نوفمبر 1959 وأسموها لورين، تخرج جيمس لاحقًا من كلية الحقوق بجامعة هارفارد عام 1963، وأسس مكتب محاماة في بوسطن وعمل لاحقًا في مجلس الاتحاد الأمريكي للحريات المدنية. انفصل الزوجان عام 1967، وتزوجت مارغريت من دان ليكلي بعد ذلك بعامين.

## الحياة المهنية
في بوسطن، أرادت في البداية التسجيل في الدراسات العليا في الرياضيات المجردة في جامعة برانديز. ولكن، في صيف 1959، بدأت هاملتون العمل مع إدوارد نورتون لورنتز، في قسم الأرصاد الجوية في معهد ماساتشوستس للتكنولوجيا. طورت برمجيات للتنبؤ بالطقس، وبرمجتها على حواسيب LGP-30 وPDP-1 في مشروع ماك لمارفين مينسكي. ساهم عملها في منشورات لورنز حول نظرية شاوش (نظرية الفوضى). في ذلك الوقت لم تكن علوم الحاسوب وهندسة البرمجيات من التخصصات المعتمدة، بل تعلم المبرمجون بالعمل وبالتجربة العملية. انتقلت إلى مشروع آخر في صيف 1961، ووظفت ودرّبت لين فيتِر لتكون بديلًا عنها.

### مشروع نظام الدفاع الأرضي الجوي شبه الأوتوماتيكي (سيج)
عملت هاملتون على مشروع نظام الدفاع الأرضي الجوي شبه الأتوماتيكي (سيج) منذ عام 1961 إلى عام 1963 في مختبر لينكولن التابع لمعهد ماساتشوستس للتكنولوجيا، كانت واحدة من المبرمجين الذين كتبوا برمجيات حاسوب AN/FSQ-7 المبدئي (XD-1) الذي استخدمته القوات الجوية الأمريكية للبحث عن الطائرات المعادية المحتملة. كتبت برمجيات لمشروع تتبع الأقمار الصناعية في مختبرات أبحاث القوات الجوية في كامبريدج. كان مشروع سيج امتدادًا لمشروع ويرلويند، الذي بدأه معهد ماساتشوستس للتكنولوجيا لإنشاء نظام حاسوب يستطيع التنبؤ بأنظمة الطقس وتتبع تحركاتها باستخدام أجهزة محاكاة. سرعان ما طوّر سيج للاستخدام العسكري في الدفاع الجوي المضاد للطائرات للتصدي للهجمات السوفيتية المحتملة خلال الحرب الباردة. تقول هاملتون:
كانوا يخصصون هذا البرنامج لكل مبتدئ يدخل إلى المؤسسة، ولم يستطع أحد فهم هذا البرنامج أو تنفيذه. أعطوني إياه أيضًا عندما كنت مبتدئة. وما حدث هو أنني اكتشفت أن البرمجة كانت صعبة جدًا، وأن المبرمج كانت تسره حقيقة أن كل تعليقاته كانت باليونانية واللاتينية. لذا عُينت في هذا البرنامج وجعتله يعمل فعلًا. وطبعت إجاباته في اللاتينية واليونانية. كنت أول من ينجح في تشغيل هذا البرنامج.
أدت جهودها في هذا المشروع لترشيحها لمنصب في وكالة ناسا مطورةً رئيسة لبرمجيات طيران أبولو.

### مختبر دريبر
انضمت هاملتون بعد ذلك إلى مختبر تشارلز ستارك درابر في معهد ماساتشوستس للتكنولوجيا، الذي عملت فيه على مهمة الفضاء أبولو. قادت في نهاية المطاف فريقاً له الفضل في تطوير البرمجيات لأبولو وسكاي لاب. كان فريق هاملتون مسؤولاً عن تطوير البرمجيات على متن الرحلة التي تضمنت خوارزميات صممها العديد من كبار العلماء لوحدة أوامر أبولو ومركبات الفضاء القمرية وسكاي لاب لاحقًا. صمم جزء آخر من فريقها وطور نظم البرمجيات. وشمل ذلك برمجيات كشف الأخطاء وبرمجيات الاستعادة مثل عمليات إعادة التشغيل وروتينات واجهة العرض (المعروفة أيضًا بالعروض ذات الأولوية)، والتي صممتها هاملتون وطورتها. عملت هاملتون على اكتساب خبرة عملية في وقت لم تكن فيه دورات علوم الحاسوب شائعة، ولم توجد دورات لهندسة البرمجيات. وشغلت منصب مديرة قسم هندسة البرمجيات.
تشمل مجالات خبرتها ما يلي: تصميم النظام وتطوير البرمجيات، ونمذجة المؤسسات والعمليات، ونموذج التطوير، ولغات نمذجة النظم الرسمية، والكائنات الموجهة للنظام لنمذجة النظم وتطويرها، وبيئات دورة الحياة الآلية، وطرق تعظيم جودة البرمجيالت وإعادة استخدامها، وتحليل المجال، والتصحيح من خلال خصائص اللغة المدمجة، وتقنيات البنية المفتوحة للأنظمة المتينة، والأتمتة الكاملة لدورة الحياة، وضمان الجودة، والتكامل السلس  وتقنيات اكتشاف الأخطاء والاستعادة، وأنظمة واجهة الإنسان والآلة، وأنظمة التشغيل، وتقنيات الاختبار من طرف إلى طرف وتقنيات إدارة دورة الحياة.

### برنامج أبولو
في إحدى اللحظات الحاسمة في مهمة أبولو 11، نجح حاسوب توجيه أبولو مع برمجيات الطيران على متن الرحلة في تجنب إحباط الهبوط على القمر. إذ أطلق الحاسوب عدة إنذارات قبل ثلاث دقائق من وصول وحدة الهبوط القمرية إلى سطح القمر. فالتقطت برمجيات الطيران على متن الرحلة هذه الإنذارات مع «عروض لا يفترض حدوثها مطلقًا»، وقد قاطعت رواد الفضاء باستخدام عروض الإنذار ذات الأولوية. وقد أعدت هاملتون لهذه الحالة قبل سنوات فقط:
هناك فشل آخر تحب هاملتون تذكره. لقد أحدث ابتكارها «العرض ذو الأولوية» خطرًا ثانويًا من فقدان التزامن بين رائد الفضاء والحاسوب عندما يكون الأمر بالغ الأهمية. مع توقف الإنذارات واستبدال العروض ذات الأولوية بالشاشات العادية، كان التحول الفعلي للبرامج الجديدة وراء الشاشات يحدث «بشكل أبطأ» مما هو عليه اليوم.
فكرت هاملتون في هذا مليًا، كان هذا يعني أنه إذا ضغط ألدرين على زر على شاشة العروض ذات الأولوية بسرعة كبيرة، قد يستمر في الحصول على استجابة «طبيعية». كان الحل: عندما ترى شاشة العروض ذات الأولوية، قم بالعد إلى خمسة أولاً.
ترك رواد الفضاء -دون قصد- مفتاح الرادار الالتقائي مشغَّلًا، ما تسبب في إطلاق هذه الإنذارات. كان الحاسوب مثقلًا بالمقاطعات الناتجة عن الطاقة المرحلية الخاطئة المزودة لرادار الهبوط الالتقائي. أشارت إنذارات البرنامج إلى «تجاوزات تنفيذية»، ما يعني أن الحاسوب التوجيهي لم يستطع إكمال جميع مهامه في الوقت الحقيقي واضطر إلى تأجيل بعضها. استخدم فريق هاملتون التنفيذ غير المتزامن الذي صممه جي. هالكوم لاينغ لتطوير برمجيات طيران غير متزامنة.
قاطع عروض إنذار هاملتون ذات الأولوية العروض العادية لرواد الفضاء لتحذيرهم من وجود حالة طارئة «لإعطاء رواد الفضاء فرصة لاختيار المتابعة أو عدم المتابعة (الهبوط أو عدم الهبوط)». اعترف جاك غارمان، وهو مهندس حاسوب في وكالة ناسا في غرفة التحكم بالمهمة، بمدلول الأخطاء التي عرضت على رواد الفضاء من خلال العروض ذات الأولوية وهتف، «انطلقوا، انطلقوا!» واستمروا. وصف بول كورتو، كبير التقنيين الذي رشح هاملتون لجائزة ناسا لقانون الفضاء، عمل هاملتون بأنه «الأساس لتصميم البرمجيات فائقة الموثوقة».
كتبت هاملتون فيما بعد عن الحادثة:
كان الحاسوب (أو بالأحرى البرمجيات الموجودة فيه) ذكيًا بشكل كافٍ لإدراك أنه يتلقى أوامر لأداء مهام أكثر مما يجب أن يؤديه. لذا أرسل إنذارًا يعني لرائد الفضاء: «أنا مثقل بالمهام أكثر مما يجب أن أقوم به في الوقت الحالي، وسأحافظ على المهام الأكثر أهمية فقط»؛ أي المهام اللازمة للهبوط... في الواقع، كان الحاسوب مبرمجًا للقيام بأكثر من التعرف على حالات الخطأ. أُدرجت مجموعة كاملة من برامج الاسترداد في البرمجيات. كان إجراء البرمجي، في هذه الحالة، هو إلغاء المهام منخفضة الأولوية وإعادة إنشاء المهام الأكثر أهمية... لو لم يتعرف الحاسوب على هذه المشكلة ولم يتخذ إجراءات الاسترداد، أشك في أن أبولو 11 كان سيهبط بالشكل الناجح الذي هبط به على القمر.

### مشاريع واعمال
في عام 1967 شاركت مارجريت في تأسيس شركة تسمي «هاير اوردر سوفتوير» (بالإنجليزية: Higher order software) لإستحداث افكار حول منع الخطأ والتسامح مع الخطأ وفقا علي خبرتها في العمل علي برنامج ابولو. طورت الشركة برنامج يدعي "USE.IT" الذي تم استخدامه فيما بعد في برامج حكومية. استمرت مارجريت كمديرة تنفيذية للشركة حتي عام 1984 وتركت الشركة عام 1985. في مارس عام 1986 اسست مارجريت شركة تدعي "Hamilton technologies" في منطقة كامبريدج، ماساتشوستس. اعتمدت الشركة علي لغة النظم العالمية.

### بصمة في التاريخ
يرجع فضل تسمية مجال "software engineering" بإسمه الحالي لمارجريت. تروي مارجريت عن ابتكارها للإسم وقالت «عندما توصلت إلى المصطلح لأول مرة، لم يسمع به أحد من قبل، على الأقل في عالمنا. كانت مزحة مستمرة لفترة طويلة. لقد أحبوا أن يمزحوني بشأن أفكاري المتطرفة. لقد كان يومًا لا يُنسى عندما أوضح أحد أكثر معلمو الأجهزة احترامًا للجميع في اجتماع أنه اتفق معي على أن عملية بناء البرامج يجب أيضًا اعتبارها تخصصًا هندسيًا، تمامًا كما هو الحال مع الأجهزة. ليس بسبب قبوله» المصطلح«الجديد في حد ذاته، ولكن لأننا كسبناه وقبول الآخرين في الغرفة على أننا نعمل في مجال هندسي بحد ذاته». مارجريت بدأت في استعمال المصطلح عندما كانت تعمل علي برنامج ابولو. في هذا الوقت لم يكن مجال البرمجة يحظى بإحترام كباقي المجالات ولم يكن يعتبر مجال علمي. عملت مارجريت بجهد حتي يحظى هذا المجال للإحترام.

## الجوائز
```
في عام 1986، حصل هاميلتون على جائزة أوغستا آدا لوفليس من جمعية النساء في مجال الحوسبة. 
في عام 2003، حصلت على جائزة ناسا لقانون الفضاء الاستثنائي لمساهماتها العلمية والتقنية. تضمنت الجائزة 37200 دولار، وهو أكبر مبلغ يُمنح لأي فرد في تاريخ ناسا.
في عام 2009، حصلت على جائزة الخريجين المتميزين من كلية إيرلهام. 
في عام 2016، حصلت على وسام الحرية الرئاسي من باراك أوباما، وهو أعلى وسام مدني في الولايات المتحدة. 
في 28 أبريل 2017، حصلت على جائزة زميل متحف تاريخ الكمبيوتر، والتي تكرم الرجال والنساء الاستثنائيين الذين غيرت أفكارهم الحوسبية العالم. 
في عام 2017، تم طرح مجموعة LEGO "Women of NASA" للبيع والتي تضم مجسمات مصغرة لهاملتون، وماي جيميسون، وسالي رايد، ونانسي جريس رومان. 
في عام 2018، حصلت على درجة الدكتوراه الفخرية من جامعة البوليتكنيك في كاتالونيا. 
في عام 2019، حصلت على جائزة واشنطن. 
في عام 2019، حصلت على درجة الدكتوراه الفخرية من كلية بارد. 
```

في عام 2019، حصلت على جائزة Intrepid Lifetime Achievement Awards